# Golem (Tirana)
Golem è una frazione del comune di Kavajë in Albania (prefettura di Tirana).
Fino alla riforma amministrativa del 2015 era comune autonomo, dopo la riforma è stato accorpato, insieme agli ex-comuni di Helmës, Luz i Vogël e Synej a costituire la municipalità di Kavajë.
L'area lungo la costa è una delle principali destinazioni balneari in Albania dove si trovano numerosi villaggi turistici, alberghi e case di vacanza.

## Località
Il comune era formato dall'insieme delle seguenti località:
- Golem
- Kryemedhenj
- Tilaj
- Seferaj
- Golemas
- Qeret
- Karpen
- Zik-Xhafaj
- Kanaparaj
- Agonas
- Karpen i Ri